# 비탈리 추르킨

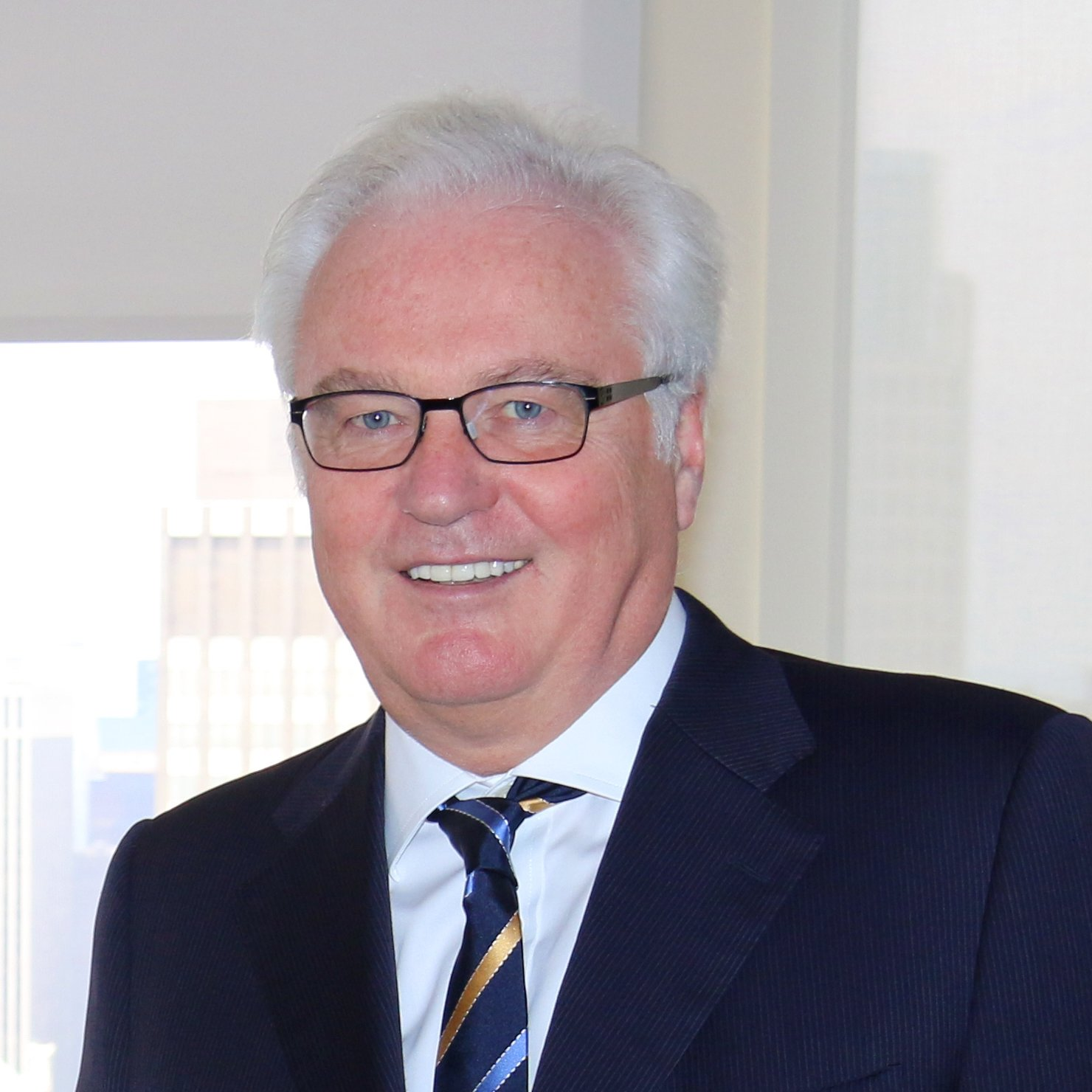
비탈리 추르킨

비탈리 이바노비치 추르킨(러시아어: Виталий Иванович Чуркин, 1952년 2월 21일 소련 모스크바 ~ 2017년 2월 20일 미국 뉴욕)은 러시아의 외교관이었다.
1974년 국립 모스크바 국제 관계 대학교를 졸업하고 소련 외무부에 취직했다. 1992년부터 1994년까지 러시아 외무부 부장관을 역임했으며 1994년부터 1998년까지 벨기에 주재 러시아 대사, 1998년부터 2003년까지 캐나다 주재 러시아 대사를 역임했다. 생전에 영어, 프랑스어를 유창하게 구사했다.
2003년부터 2006년까지 러시아 외무부 무임소대사를 역임했으며 2006년 5월 1일부터 유엔 주재 러시아 대사를 역임했다. 2017년 2월 20일 미국 뉴욕에서 심부전으로 사망했다.